# Bašanija
Bašanija is een plaats in de gemeente Umag in de Kroatische provincie Istrië. De plaats telt 243 inwoners (2001).